# Lisa Randall
Lisa Randall (Brooklyn, 18 de Junho de 1962) é uma física teórica americana.
Conhecida por pesquisas de física de partículas e cosmologia. Trabalha atualmente com modelos que competem entre si da teoria das cordas em uma missão para explicar o "tecido" do universo, e foi a primeira mulher a receber tenure, isto é, proteção contra demissão sumária, no departamento de física da Universidade de Princeton, e a primeira mulher física teórica a receber tenure no MIT e na Universidade de Harvard. Seu trabalho despertou tamanho interesse que está dentre um dos mais citados de toda ciência[carece de fontes?]. Em conjunto com muitos outros cientistas deste campo, entretanto, nenhum de seus trabalhos teóricos foi confirmado por experimentos.
Randall estuda física de partículas e cosmologia atualmente na Universidade de Harvard, onde ela ocupa o cargo de professora de Física Teórica. Sua pesquisa envolve partículas elementares e forças fundamentais, envolvendo ainda, uma variedade de modelos, o mais recente sendo as extra-dimensões do espaço. Ela trabalha ainda em supersimetria, Modelo Padrão observáveis, inflação cósmica, bariogênese, Teorias da Grande Unificação, Relatividade Geral. Escreveu em 2005 um livro com o título Warped Passages: Unraveling the Mysteries of the Universe's Hidden Dimensions, que esteve incluído na lista dos livros mais notados de 2005 do The New York Times.
Randall obteve seu doutorado pela Universidade de Harvard e ocupou cargos de professora no MIT e na Universidade de Princeton antes de retornar para Harvard em 2001. Ela é um membro da American Academy of Arts and Sciences (Academia Americana de Artes e Ciências), uma bolsista da American Physical Society (Sociedade Americana de Física), ela é uma ex-vencedora dos prêmios Alfred P. Sloan Foundation Research Fellowship Award, National Science Foundation Young Investigator Award, DOE Outstanding Junior Investigator Award, e Westinghouse Science Talent Search Award. Em 2003, ela recebeu outro prêmio Caterina Tomassoni e Felice Pietro Chisesi Award, pela universidade de Roma, La Sapienza. Em outono, de 2004, ela era a física teórica mais citadada em Física de Partículas em cinco anos. Em 2006, ela recebeu o prêmio Klopsted pela American Association of Physics Teachers 'AAPT' (Sociedade Americana de Professores de Física 'SAPF'). A professora Randall foi reportagem da revista Seed Magazine's sob o tópico “2005 Year in Science Icons (Ícones da Ciência em 2005) ” e na revista Newsweek “Who's Next in 2006”. Ela ajudou a organizar várias conferências e esteve em várias equipes de edição de jornais de Física.
Randall é parte do grêmio da Hampshire College Summer Studies in Mathematics e graduada de Stuyvesant High School em 1980, onde ela foi colega de físicos e cientistas populares como Brian Greene. Randall obeteve seu grau de bacharel pela Universidade de Harvard em 1983, e seu Ph.D (doutorado) em física de partículas no ano de 1987 sob a admininstração de Howard Georgi.  Georgi a considera como seu melhor aluno de todos os tempos [carece de fontes?].  Ela obteve uma bolsa de estudos da American Academy of Arts and Sciences (Academia Americana de Artes e Ciências) em 2004.  Randall foi mencionada na revista Newsweek sob o título  "Who's Next" em 2 de Janeiro, de 2006, como "um dos físicos mais promissores de sua geração."
A irmã de Randall, Dana Randall, é professora de Ciência da Computação no Georgia Tech.
Randall foi entrevistada em julho de 2006 (Ver The Discover Interview (pgs. 50-53)).
Em 2007, foi nomeada uma das cem pessoas mais influentes da Time Magazine (Time 100) sob a seção "Scientists & Thinkers (Cientistas e Pensadores)." Randall recebeu esta honra devido à sua hipótese em relação à dimensões superiores.
Recebeu o Prêmio Julius Wess de 2015.